# Merscheid-lès-Putscheid
Merscheid-lès-Putscheid (lb. Mierschent, niem. Merscheid) – wieś (Uertschaft) w północno-wschodnim Luksemburgu, w kantonie Vianden, w gminie Putscheid. Do 3 października 2015 miejscowość leżała w dystrykcie Diekirch. Liczy 283 mieszkańców (31 grudnia 2022).